# Чемпіонат Полтавської області з футболу 2015
Чемпіонат Полтавської області з футболу 2015 року був розіграний із 25 квітня по 1 листопада. У розіграші взяли участь 25 команд (11 — у вищій лізі, 14 — у першій). Чемпіоном вперше став ФК «Рокита». Турнір у першій лізі виграв «Інститут сої» з Глобиного.

## Вища ліга
Турнір у вищій лізі був проходив із 25 квітня по 18 жовтня.
Команда ДЮСШ «Молодь» (Полтава) знялася з турніру після 9-го туру, результати матчів за її участі були анульовані.

### Підсумкова таблиця[1]
| М  | Команда                   | І  | В  | Н | П  | РМ    | О  |
| -- | ------------------------- | -- | -- | - | -- | ----- | -- |
|    | ФК «Рокита»               | 18 | 12 | 3 | 3  | 31−15 | 39 |
| 2  | «Фламінго» (Комсомольськ) | 18 | 11 | 2 | 5  | 39−17 | 35 |
| 3  | «Олімпія» (Савинці)       | 18 | 10 | 3 | 5  | 25−15 | 33 |
| 4  | «Динамо» (Решетилівка)    | 18 | 10 | 2 | 6  | 30−26 | 32 |
| 5  | «Зеніт» (Лубни)           | 18 | 9  | 4 | 5  | 33−14 | 31 |
| 6  | ФК «Глобине»              | 18 | 8  | 4 | 6  | 19−12 | 28 |
| 7  | «Чайка» (Дейкалівка)      | 18 | 7  | 4 | 7  | 25−22 | 25 |
| 8  | ФК «Лубни»                | 18 | 6  | 6 | 6  | 21−26 | 24 |
| 9  | ДЮФШ «Ворскла» (Полтава)  | 18 | 2  | 2 | 14 | 13−48 | 8  |
| 10 | «Колос» (Кобеляки)        | 18 | 0  | 0 | 18 | 4−45  | 0  |

## Перша ліга
На першому етапі розіграшу, який проходив із 26 квітня по 18 жовтня, команди були розподілені на дві групи по сім команд. Клуби, які посіли перші місця в своїх групах, в стикових матчах розіграли між собою перше місце, а ті, що посіли другі місця — третє місце.

### Група А
| М | Команда                       | І  | В | Н | П | РМ    | О  |
| - | ----------------------------- | -- | - | - | - | ----- | -- |
| 1 | «Інститут сої» (Глобине)      | 12 | 9 | 2 | 1 | 31−16 | 29 |
| 2 | «Фортуна» (Кейбалівка)        | 12 | 9 | 1 | 2 | 40−17 | 28 |
| 3 | «Харчовик» (Червонозаводське) | 12 | 7 | 1 | 4 | 28−20 | 22 |
| 4 | ФК «Хорол»                    | 12 | 3 | 3 | 6 | 14−21 | 12 |
| 5 | «Локомотив» (Гребінка)        | 12 | 3 | 3 | 6 | 19−19 | 12 |
| 6 | ФК «Миргород»                 | 12 | 3 | 2 | 7 | 19−28 | 11 |
| 7 | «Світанок» (Заріг)            | 12 | 1 | 2 | 9 | 12−42 | 5  |

### Група Б
| М | Команда                    | І  | В  | Н | П | РМ    | О  |
| - | -------------------------- | -- | -- | - | - | ----- | -- |
| 1 | «Дукат» (Селещина)         | 12 | 10 | 1 | 1 | 37−15 | 31 |
| 2 | «Вікторія» (Первозванівка) | 12 | 8  | 2 | 2 | 35−13 | 26 |
| 3 | «Маяк» (Котельва)          | 12 | 5  | 2 | 5 | 21−16 | 17 |
| 4 | «Ворскла-Газовик» (Опішня) | 12 | 4  | 4 | 4 | 20−22 | 16 |
| 5 | «Псел» Гадяч               | 12 | 4  | 2 | 6 | 24−33 | 14 |
| 6 | ФК «Карлівка»              | 12 | 2  | 4 | 6 | 16−28 | 10 |
| 7 | «Стандарт» (Нові Санжари)  | 12 | 0  | 3 | 9 | 10−36 | 3  |

### Матчі за третє місце[3]
|  |

| «Фортуна» (Кейбалівка) | 2:0 | «Вікторія» (Первозванівка) |
| ---------------------- | --- | -------------------------- |
|                        |     |                            |

|  |

|  |

| «Вікторія» (Первозванівка) | 4:3 | «Фортуна» (Кейбалівка) |
| -------------------------- | --- | ---------------------- |
|                            |     |                        |

|  |

### Фінал[3]
|  |

| «Інститут сої» (Глобине) | 3:0 | «Дукат» (Селещина) |
| ------------------------ | --- | ------------------ |
|                          |     |                    |

|  |

|  |

| «Дукат» (Селещина) | 2:1 | «Інститут сої» (Глобине) |
| ------------------ | --- | ------------------------ |
|                    |     |                          |

|  |